# Jack Conte
Jack Conte (San Francisco; 12 de julio de 1984) es un músico, cantautor, disc jockey y productor estadounidense. Es parte de la banda Pomplamoose junto a su esposa Nataly Dawn. Además es presidente ejecutivo y cofundador de Patreon.
Como músico, Conte grabó dos EPs: Sleep in Color y Nightmares and Daydreams, que fueron lanzados por iTunes Store junto con la compilación VideoSongs Volume I. Electro-Harmonix presentó el uso de sus equipo de audio en varios videos diferentes.

## Carrera
Su primera aparición notable fue cuando proporcionó su voz para el personaje de "adolescente" en el videojuego The Sims 2.
Tuvo una gran repercusión cuando su video Yeah Yeah Yeah apareció en la página principal de YouTube. El video, animado en stop motion, ha sido visto más de un millón de veces. Debido a eso, la mayoría de su nueva música se lanza como singles publicados en YouTube, en su mayoría toman la forma de "VideoSongs".
A mediados de 2008 formó la banda Pomplamoose junto con Nataly Dawn. La mayoría de sus presentaciones es en línea, ya que solo realizaron un puñado de shows en vivo. Sin embargo, la colaboración por parte de sus fanáticos logró una gran difusión. Impulsado por la función de su video "Ave María" en la página principal de YouTube, el canal de Pomplamoose tiene 1 millón de suscriptores. El dúo produjo el tercer álbum de estudio lanzado por Julia Nunes en 2010. 
El 7 de mayo de 2013, junto con Samuel Yam, anunció el lanzamiento de Patreon, una empresa de micromecenazgo que busca obtener financiamiento para artistas y creadores de contenido. La empresa se define "como un kickstarter para las personas que lanzan contenido regularmente."
Jack Conte también toca teclados para la banda de funk Scary Pockets. 
En 2020, fue identificado como un "Joven Líder Global" por el Foro Económico Mundial.

## Crítica
La mayor parte del trabajo de Conte tuvo críticas positivas. Fue elogiado por las letras sugerentes en Sleep in Color, la  entrega creativa de sus videosongs, y la tenacidad que tuvo para crear su propio nicho en el mercado de la música en internet. Sin embargo, su música fue revisado de manera menos favorable por la revista Amplificador: "Consejos de Conor Oberst, Radiohead, Patrick Watson, el punk contemporánea de rock (screamo), power pop de radio, y otros cantautores incalculables son más prestados, lo que para una corta mezcolanza de electro rock ".

## Vida personal
Se comprometió con la cantautora Nataly Dawn en enero de 2016, y celebraron su boda en mayo del mismo año.

## Discografía[20]

### Álbumes
- VideoSongs Volumen 1 (2008)
- VideoSongs Volume 2 (2008)
- VS4 (2011)

### EP
- Nightmares and Daydreams (2007)
- VideoSongs Volumen 3 (2008)
- Sleep in Color (2008)
- Conte (2013)

### Videos musicales
- "Yeah Yeah Yeah"